# Pizza w stylu kalifornijskim
Pizza w stylu kalifornijskim (ang. California-style pizza) – odmiana pizzy popularna na zachodnim wybrzeżu Stanów Zjednoczonych, zwłaszcza na terenie Kalifornii, związana z modą na zdrowy tryb życia.

## Charakterystyka
Pizza kalifornijska wypiekana jest w piecu opalanym drewnem, a serwowana na cienkim cieście, przypominając w tym zakresie pizzę nowojorską (w wersji zminiaturyzowanej) lub tradycyjny włoski (neapolitański) sposób przyrządzania tej potrawy. Różnica polega na implikowaniu dodatków w postaci różnorodnych produktów lokalnych, często (zgodnie z filozofią kuchni kalifornijskiej) zawierających najzdrowsze i najświeższe dostępne na rynku składniki oraz takie, które w miarę możliwości stworzono zgodnie z ekologicznymi, zrównoważonymi i etycznymi praktykami. Dodatki te, to przede wszystkim: serca karczochów, awokado i kozi ser. Kucharze stosują jednak liczne eksperymenty i jako dodatki stosują wiele innych produktów, np. musztardę, jarmuż, czerwoną paprykę, bakłażan, buraki, kalafior, figi, brokuły (w tym rapini), grillowanego kurczaka, krewetki, małże, stek, pasztet, trufle, ricottę, kawior, wędzonego łososia, szpik kostny czy kacze mięso. Pizza kalifornijska ma często formę wegetariańską lub wegańską. Pizza ta ma niewielkie rozmiary i stanowi danie dla jednej osoby.

## Historia
Pizza w odmianie kalifornijskiej powstała około 1980, a za jej twórców uważa się m.in. Eda LaDou z restauracji Prego w dzielnicy Cow Hollow, w San Francisco i Alice Waters z włosko-kalifornijskiej restauracji Chez Panisse w Berkeley. Obie te postacie odegrały znaczącą rolę w popularyzacji pizzy w stylu kalifornijskim i kuchni kalifornijskiej w ogóle.

## Galeria

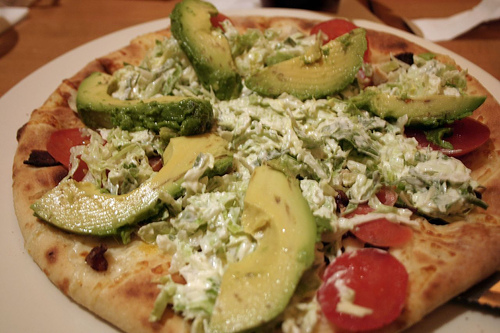
Pizza z awokado
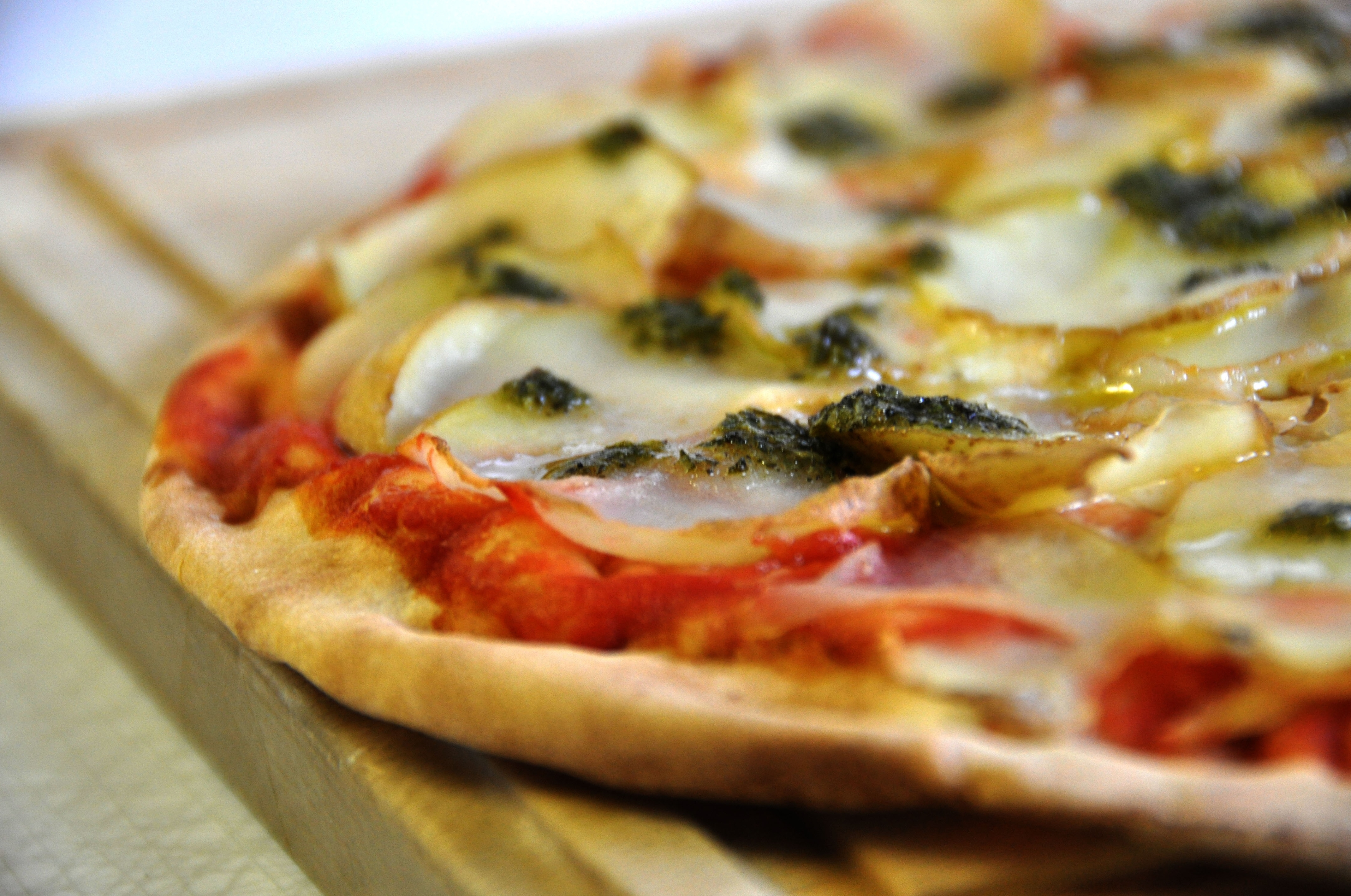
Pizza z ziemniakami i pesto
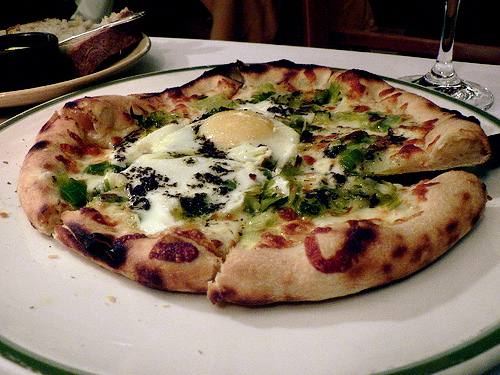
Pizza z jajkiem w Berkeley